# Наталия Водянова
Наталия Михайловна Водянова (на руски: Ната́лья Миха́йловна Водяно́ва; променя ударението на Водя́нова заради работата си; родена на 28 февруари 1982 г. в гр. Горки, днешен Нижни Новгород, Русия) е руски супермодел, актриса и филантроп.
Наричат я „руската пепеляшка“, тъй като от крайна бедност постига световен успех и се превръща в едно от най-желаните рекламни лица в модния бизнес. Според Forbes през 2012 година се нарежда на 3-то място в света по приходи сред моделите, като само за 2012 година е спечелила 8,6 млн. долара.

## Биография
Наталия Михайловна Водянова е родена на 28 февруари 1982 г. в Горки (днешен Нижни Новгород) в семейството на Лариса Викторовна Громова и Михаил Водянов. Има две по-малки сестри – Оксана (инвалид по рождение, страда от тежка форма на аутизъм) и Кристина (родена 1997 г.).
Има изключително тежко детство, родителите ѝ се разделят, поради което се налага тя от 7-годишна да поема грижата за болната си сестра, докато майка ѝ се бори за прехраната на цялото семейство. Това е една от причините да пропуска дни в училище и да бъде отбягвана от връстниците си. Семейството живее в нищета и често се налага невръстната Наталия да продава плодове на улицата, за да преживяват.
На 16 години се записва като модел в агенция в града си, където ѝ препоръчват да научи английски. На един от кастингите я забелязва скаут на агенцията Viva Models (Франция) и ѝ предлага работа в Париж. След няколко месеца Наталия заминава, с мисълта, че нещата могат да станат единствено по-добре.

## Кариера

### Мода
- Участвала е в ревюта за Gucci, Chanel, Alexander McQueen, Christian Dior, Calvin Klein, Donna Karan, Louis Vuitton, Marc Jacobs, Ralph Lauren, Chloe, Valentino, Givenchy, Jean-Paul Gaultier, Miu Miu, Hermès, Kenzo, Viktor & Rolf, Dolce&Gabbana, Balenciaga, Yves Saint Laurent и много други модни къщи.[3]
- Появявала се е много пъти на кориците на най-известните модни списания, включително Vogue, Harper's Bazaar, Marie Claire, ELLE.
- Била е лице на козметичния гигант L’Oreal Paris, снимала се е също така в рекламни кампании на Guerlain, Givenchy, Calvin Klein, Louis Vuitton, Yves Saint Laurent, David Yurman, Marc Jacobs, Stella McCartney, Versace, Diane von Fürstenberg, Chanel, Etam и др.
- Снимала се е за календара Pirelli.
- През 2003 г. става официално лице и тяло на Calvin Klein.
- По данни на Sunday Times, Наталия Водянова влиза в първите триста най-богати британци за 2003 г. със заработени 3.6 млн. паунда.
- През 2004 г. е снимана от фотографа Steven Meisel за корицата на американския Vogue и представена като един от „Моделите на момента“.[4] До май 2009 г. се е появявала седем пъти на корицата на английския Vogue, като първата от тях е през септември 2003 г.[4] Появява се отново на корицата на американския Vogue през юли 2007 г. като през този период списанието пуска корици главно с известни личности не-модели, с други три изключения: моделите Линда Еванджелиста, Лия Къбеде и Жизел Бюндхен.[5]
- През 2007 г. след раждането на сина си Виктор, решава да загърби частично кариерата си на модел и да се посвети на семейството си и на благотворителност. Все пак, както и повечето екс-супермодели, Наталия се съгласява да се качи на подиума или да се снима във фотосесия срещу висок хонорар.
- През пролетта на 2009 г. Водянова сключва три-годишен договор като посланик на френската марка за бельо Etam и създава дизайна на колекции за бельо през всички сезони в рамките на договора. Колекциите носят името Natalia pour Etam (‘Наталия за Етам’).[6] След изтичането му, договорът е подновен и до 2014 Наталия продължава линията за бельо. Създава също така и бански костюми и домашно облекло.
- През май 2009 г. е водеща на полуфинала на песенния конкурс Евровизия, провеждан в Москва, заедно с руския телевизионен водещ Андрей Малахов.[7]
- На 12 декември 2009 г. е избрана за посланик на Зимните Олимпийски игри в Сочи през 2014 г., ставайки лице на първите Зимни Олимпийски игри, провеждани в Русия. През 2010 г. участва в церемонията по закриването на Олимпийските игри във Ванкувър. През 2013 г. е избрана за лице на Параолимпиадата в Сочи и носи Параолимпийския огън по време на щафетата.[8]
- През 2010 г. сп. Tatler я включва в списъка на 10-те най-добре облечени личности.[9]

### Кино
През 2001 г. Наталия се появява за кратко във филма на Роман Копола CQ с Били Зейн. 

През 2010 г. тя изиграва Медуза в римейка на Clash of the Titans. През октомври 2010 г., Водянова изиграва първата си главна роля във филмова адаптация по романа на Albert Cohen от 1968 г. Belle du Seigneur, режисирана от Glenio Bonder и с участието на Jonathan Rhys Meyers в мъжката главна роля. Филмът излиза през 2013. 

През 2013 г. участва в документалния филм Mademoiselle C., посветен на френската модна редакторка Kарин Ройтфелд.

## Благотворителност
През [2004] г. Наталия Водянова основава фондация „Голо сърце“ (англ. The Naked Heart Foundation), която има за цел да строи детски площадки в Русия и други страни. Построени са над 100 такива площадки и паркове в 68 руски града, както и първата в Русия площадка за деца с отклонения в умственото развитие.
От 2011 г. фондацията започва програмата „Всяко дете е достойно за семейство“, която има за цел да пречупи съществуващата в Русия традиция на изоставяне на деца с особености в развитието. В рамките на тази програма са построени „Център за подкрепа на семейства“ в Нижни Новгород, както и „Лекотека“ в област Тула.
Всяка година фондацията организира бал, (Love Ball), на който биват привлечени около 70% от средствата за благотворителна дейност. Първият такъв се провежда в Москва през 2008 г., следват балове в Лондон (2010 г.) и Париж (2011 г.). През 2013 г. балът се провежда в Монте Карло под патронажа на принца и принцесата на Монако – принц Албер II и принцеса Шарлен.
Водянова подкрепя и други благотворителни каузи, като кампанията (Bugaboo)RED, която има за цел да намали случаите на СПИН в Африка. Включва се и в кампания за популяризирането на проблемите на хората с увреден слух.
Тя е и говорител на кампанията Tiger Trade, алианс от 38 организации, подчинени на общата цел „да върнат дивите тигри чрез преустановяване на търговията с органи от тигър и продукти от всякакъв вид“.
През ноември 2010 г. сп. Harper's Bazaar награждава Наталия Водянова с наградата „Вдъхновение на годината“, като признание за нейните благотворителни усилия. През април 2013 г. е удостоена с наградата „Вдъхновение“ на четвъртите годишни награди DVF. Същата година е удостоена от сп. Harper's Bazaar с наградата Филантроп на годината.
Става посланик на добра воля на ООН в областта на сексуалните и репродуктивни права на жените през 2021 г.

## Личен живот
През 2001 г. Наталия Водянова се омъжва за британския аристократ Джъстин Тревор Бъркли Портман, по-малкия брат на милиардера Виконт Кристофър Портман. Заедно имат три деца: син Лукас Александър Портман (роден на 22 декември 2001 г.), дъщеря Нева Портман (родена на 24 март 2006 г.) и син Виктор Портман (роден на 13 септември 2007 г.). През 2011 г. Водянова обявява публично, че вече не живее със съпруга си, а няколко месеца по-късно става ясно, че има връзка с французина Антоан Арно, син на милиардера Бернар Арно (собственик на LVMH). Наталия получава развод, като попечителството над децата формално се поделя от двамата родители. На 1 май 2014 г. моделът ражда момче на име Максим от Антоан Арно. Двойката живее в Париж заедно с децата на Водянова.